# Coalition de l'édition savante et des ressources académiques
La Coalition de l'édition savante et des ressources académiques  (en anglais « Scholarly Publishing and Academic Resources Coalition », abrégé en SPARC) est une alliance internationale des bibliothèques universitaires et de recherche développée par l'Association des bibliothèques de recherche en 1998. Elle favorise l'accès libre à la recherche et à l'éducation. Cette alliance regroupe plus de 250 institutions en Amérique du Nord. Europe, Japon, Chine et Australie.
La directrice exécutive actuelle (en 2019) de SPARC est Heather Joseph (en).
Une déclinaison européenne, SPARC Europe, a été créée en 2001 avec LIBER, la Ligue des bibliothèques européennes de recherche,.
SPARC Japan a été créée en 2003 à l'initiative du National Institute of Informatics.
Un forum pour la création de SPARC Africa a eu lieu en 2015.

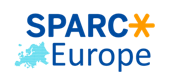
Logo de SPARC Europe

## Histoire
L'idée de SPARC a été présentée à la réunion annuelle de 1997 de l'Association des bibliothèques de recherche. Kenneth Frazier, bibliothécaire à l'université du Wisconsin, a proposé aux participants à la réunion de développer un fonds pour créer un nouveau modèle de publication pour des revues académiques impliquant de nombreuses bibliothèques. À partir de ce fonds, les contributeurs créeraient de nouvelles publications suivant ce modèle, de façon à réduire les coûts de toutes les revues. En tant que fondateur, Rick Johnson a dirigé SPARC à sa création en 2002.

## Addendum
SPARC publie un addendum que les auteurs peuvent utiliser pour négocier avec les éditeurs universitaires. La procédure fournit une demande modélisée par des auteurs à ajouter à l'accord de transfert du droit d'auteur dont l'éditeur envoie à l'auteur lors de l'acceptation de leur travail pour publication. Les auteurs qui utilisent cette procédure conservent généralement le droit d'utiliser leur propre travail sans restriction, d'en recevoir l'attribution, et de l'auto-archiver. La procédure donne à l'éditeur le droit d'obtenir un droit non exclusif de distribuer un travail à but lucratif et de recevoir l'attribution comme le journal de la première publication,. 

## Organisations participantes
Organisations fondatrices:
- Association des universités américaines (AUA)
- Association des presses universitaires américaines (en) (AAUP)
- Les responsables en chef académiques "Big 12"

Organisations qui se sont jointes à l'Alliance par la suite :
- Association des Collèges et bibliothèques de recherche
- Association des universités et collèges du Canada
- Comité des vice-chanceliers australiens
- Association des bibliothèques de recherche du Canada
- JISC
- Association nationale des universités d'État et collèges Land Grant
- Conférence permanente des bibliothèques nationales et universitaires